# مجموعة باسيفي
مجموعة باسيفي هي مجموعة مكونة من أقمار جميعها أقمار غير نظامية وتتحرك بحركة تراجعية دائرة حول المشتري على مسافة تتراوح بين 22.8 و 24.1 جيجامتر وزاوية ميلان تتراوح تقريباً بين 144.5° و 158.3°.
تضم هذه المجموعة الأقمار التالية مرتبة من الأكبر إلى الأصغر:
- باسيفي
- سينوبي , ثلثي حجم باسيفي
- كاليرهوي
- ميجاكلايت
- أوتوني
- إيريدومي
- سبوندي

## الأصل
يعتقد أن مجموعة باسيفي تم تكونها عندما اصطدم كويكب ضخم بكوكب المشتري مما أدى إلى انقسام هذا الكويكب إلى أجسام عديدة. و يتم الاعتقاد بأن الكويكب كان قطره يبلغ تقريباً 60 كيلومتراً ما يساوي تقريباً قطر القمر باسيفي مما يعني أنه قد استولى على أكثر من 90% من كتلة الكويكب المنقسم. إذا تم حساب القمر سينوبي ضمن مجموعة باسيفي فإن نسبة القمر باسيفي ستتناقص إلى 87%.

هذا الرسم البياني يقارن العناصر المدارية والأحجام النسبية للأقمار الأساسية لمجموعة باسيفي. المحور الأفقي يبين متوسط المسافة بينهم و بين كوكب المشتري ، والمحور الرأسي يوضح ميولهم المدارية، أما دوائرهم فتوضح الأحجام النسبية.